# ОШ „Др Џевад Љајић” ИО Житниће
ОШ „Др Џевад Љајић” у Житинићима на територији општине Сјеница, једно је од издвојених одељења матичне основне школе „Др Џевад Љајић” из Дуге Пољане.
Школа у Житнићу је са радом почела 1948. године у кући Омера Нуховића. Школу је похађало 30 ученика. Нова школска зграда саграђена је 1953. године сеоским самодоприносом, а по налогу среског одбора Савета за просвету и културу из Сјенице. Први учитељ је био Биочанин Момчило из Брњице, а становао је у кући Богућанин Шефика.
Данашња школска зграда изграђена је 2004. године средствима међународне организације Mercy Corps и добровољним прилозима локалне заједнице.